# Kryptozoologie

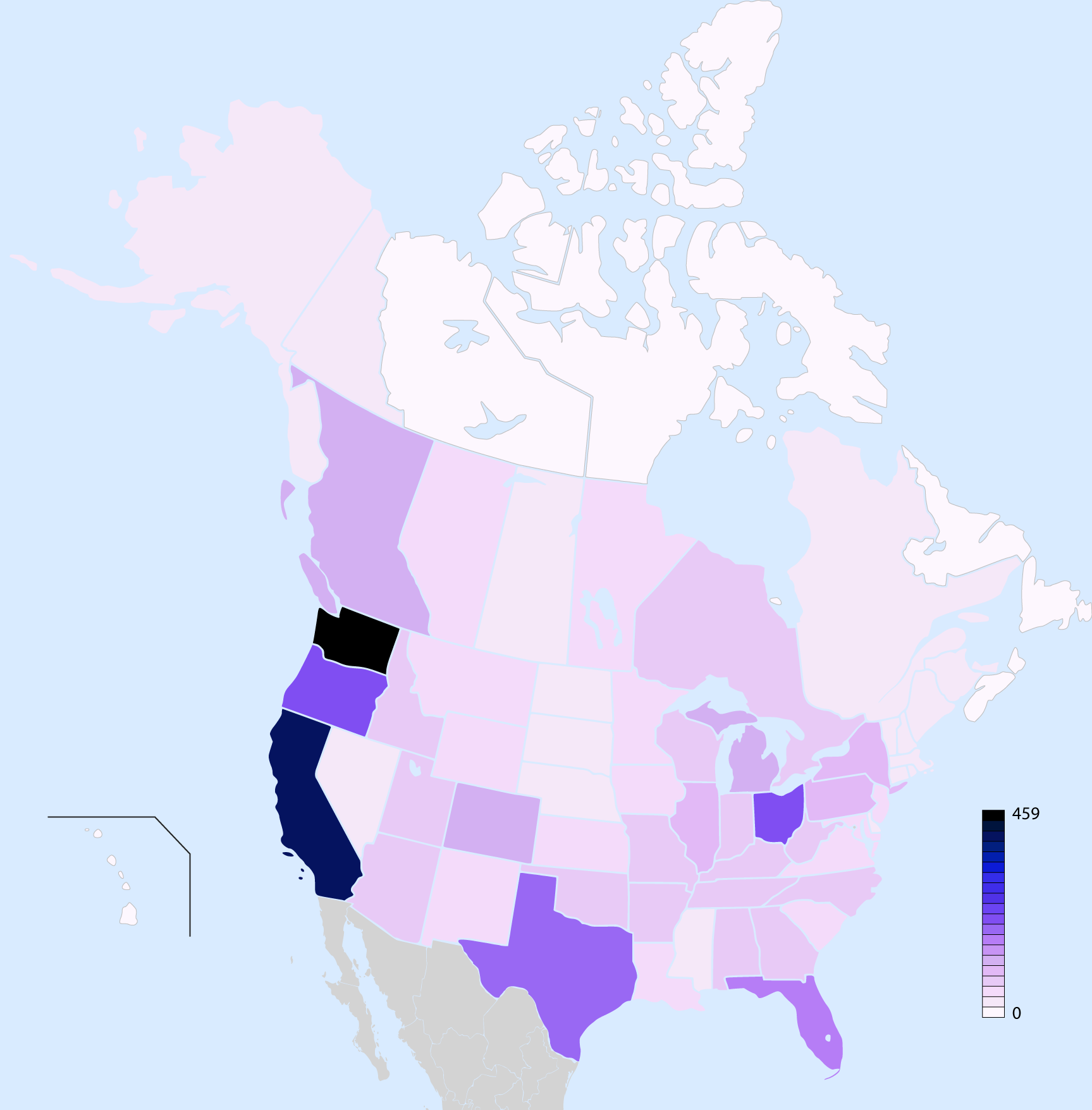
Verbreitung angeblicher Sichtungen des Bigfoot im Jahr 2009.

Die Kryptozoologie (altgriechisch κρυπτός kryptós „verborgen, geheim“, ζῷον zóon „Tier, lebendes Wesen“ und λόγος lógos „Lehre“) befasst sich mit Tierarten, für deren Existenz es nur schwache und zweifelhafte Belege gibt, beispielsweise in Legenden und in der Folklore, aus angeblichen Augenzeugenberichten oder Fußspuren sowie aus (meist verschwommenen) Fotos oder Filmen. Eine Tierart, die angeblich als Fabelwesen verkannt wird, bezeichnen Kryptozoologen als Kryptid und verbinden mit dieser Bezeichnung die Vermutung, dass die Art noch unentdeckt sei.
Von der wissenschaftlichen Zoologie wird die Kryptozoologie als Pseudowissenschaft eingeordnet; im akademischen Bereich befassen sich Volkskunde und Mythologie mit solchen Wesen.

## Namensgebung
Die Bezeichnung Kryptozoologie wurde in den 1940er- und 1950er-Jahren von Ivan T. Sanderson und Bernard Heuvelmans geprägt. Aufgrund seiner zentralen Stellung wird Heuvelmans oft als „Vater der Kryptozoologie“ bezeichnet. Schon vor Verwendung der Bezeichnung Kryptozoologie hatten sich jedoch bereits andere Personen mit dem Thema beschäftigt, beispielsweise Charles Fort.
Die Kryptozoologie unterteilt sich u. a. in die Dracontologie, die sich mit Wasserkryptiden, also Seeungeheuern, beschäftigt (z. B. Ogopogo oder Seeschlange), die Hominologie, die nach Affenmenschen wie Yeti und Orang Pendek sucht, sowie in die Mythologische Kryptozoologie, die über die Entstehungsgeschichte von Fabelwesen spekuliert.
Kryptobotanik, deren Repräsentanten z. B. nach menschenfressenden Pflanzen suchen, und Kryptozoologie werden manchmal als Kryptobiologie zusammengefasst.

## Vereinigungen von Kryptozoologen
Die 1982 gegründete und seit etwa 2004 inaktive International Society of Cryptozoology (ISC) setzte sich dafür ein, dass die Kryptozoologie als seriöse Wissenschaft anerkannt würde. Im deutschsprachigen Raum übernahm diese Aufgabe von seiner Gründung 2005 bis zur Auflösung 2008 der Verein für kryptozoologische Forschung. Seit 2016 existiert das Netzwerk für Kryptozoologie in Deutschland (Cryptozoology Network) als loser Zusammenschluss von an wissenschaftlicher Kryptozoologie Interessierten und Autoren. Autoren aus dem Netzwerk geben seit 2021 das Jahrbuch für Kryptozoologie heraus.

## Kryptiden

Schematische Darstellung der verschiedenen Formen, in denen das Ungeheuer von Loch Ness gesichtet wird.

Kryptozoologen suchen nach Großtieren, die wie Mothmen, Chupacabras oder Werwölfe nicht in die existierenden Klassifikationsschemata zu passen scheinen. Daneben gibt es allerdings viele Kryptiden, bei denen es sich um Verwandte von bekannten Arten handeln soll, etwa Marozi und afrikanischer Zwergelefant.
Kryptozoologen gehen auch Spuren nach, die auf ein Überleben von als ausgestorben geltenden Arten hindeuten könnten. Man hofft also auf den sogenannten Lazarus-Effekt. Neben Dinosauriern wie Mokele-Mbembe sind das etwa der Beutelwolf und der Moa. Entsprechend dem in der Kryptozoologie weit verbreiteten prehistoric-survivor-Paradigma wird beispielsweise das Ungeheuer von Loch Ness als Plesiosaurier oder Basilosaurus erklärt.
Als Kryptiden gelten auch „normale“ Arten, wenn sie in Gegenden gesichtet werden, in denen sie üblicherweise nicht vorkommen. Zu diesen sogenannten out-of-place-sightings gehören etwa Alien Big Cats.
Auch die Bestie des Gévaudan – eine historische Begebenheit in Südfrankreich – kann als Gegenstand der Kryptozoologie angesehen werden.

## Belege
1. ↑  Robert T. Carroll: The Skeptic's Dictionary. 1994–2009 : “Cryptozoology is, literally, the study of hidden animals. [...] It is not a recognized branch of the science of zoology. [...] Since cryptozoologists spend most of their energy trying to establish the existence of creatures, rather than examining actual animals, they are more akin to psi researchers than to zoologists.”
2. ↑  Ben S. Roesch, John L. Moore: Cryptozoology. In: Michael Shermer (Hrsg.): The Skeptic Encyclopedia of Pseudoscience. Band 1. ABC-CLIO, Santa Barbara CA u. a. 2002, ISBN 1-57607-653-9, S. 71–78, hier S. 71: “Cryptozoology ranges from pseudoscientific to useful and interesting, depending on how it is practiced.”
3. ↑  Spektrum.de - Lexikon der Biologie - Kryptozoologie: „Die Kryptozoologie ist somit keine wissenschaftlich anerkannte Disziplin (Pseudowissenschaft) – auch wenn nicht ausgeschlossen werden kann, daß ihre Vertreter durch Zufall das eine oder andere unbekannte ‚normale‘ Tier entdecken mögen.“
4. ↑  Kryptozoologie-Online: Heuvelmans, Bernard
5. ↑  Jeffrey Andrew Weinstock: The Ashgate Encyclopedia of Literary and Cinematic Monsters. 2. Auflage. Routledge, London, New York 2016, ISBN 978-1-317-04426-0, S. 105 (eingeschränkte Vorschau in der Google-Buchsuche).
6. ↑  Kryptozoologie-Online: Dracontologie
7. ↑  Kryptozoologie-Online: Hominologie - Ein taxonomischer Überblick
8. ↑  Ein eher seltener Begriff. Verwendet etwa bei: Michael Schneider: Auf der Spur des Unbekannten. Die phantastische Welt der Kryptozoologie. Twilight-Line GbR, Krombach 2009, ISBN 978-3-941122-48-2, S. 31 ff., (Online Zugriff auf googlebooks.de)
9. ↑  Archive for the „Cryptobotany“ auf www.cryptomundo.com (englisch).
10. ↑  Etwa von: Taylor Reints: An Introduction to Cryptobiology (unexplained-mysteries.com 2013) (Memento vom 24. Januar 2016 im Internet Archive)
11. ↑  Kryptozoologie-Online: International Society of Cryptozoology (ISC)
12. ↑  https://netzwerk-kryptozoologie.de/, ausgelesen am 11. Dezember 2022
13. ↑  Sharon Hill: Prehistoric Survivors? They Are Really Most Sincerely Dead. 2014 (englisch).
14. ↑  Michael Schneider: Auf der Spur des Unbekannten. Die phantastische Welt der Kryptozoologie. Twilight-Line GbR, Krombach 2009, ISBN 978-3-941122-48-2, S. 39 ff. (Onlinezugriff auf googlebooks.de)